# Alfonso Marquina
Alfonso José Marquina Díaz (Caracas, 30 de noviembre de 1964) es un contador y político venezolano que ha ejercido como diputado en la Asamblea Nacional. Desde 2018 hasta 2019 fue el segundo vicepresidente del Parlamento venezolano.

## Biografía
Nació en Caracas el 30 de noviembre de 1964. Ejerció de Contador Público y administrador Comercial, egresado de la caraqueña Universidad Católica Andrés Bello (UCAB); ingresó en la política militando en el socialdemócrata partido Acción Democrática, ejerció como contralor general del Estado Sucre. Por dicho estado se postuló a diputado en las elecciones del año 2000, resultando electo y desde cuyo cargo fue un férreo opositor del gobierno de Hugo Chávez, retiró su candidatura a la reelección en los comicios legislativos del 2005 argumentando fraude electoral. 
En 2007 ingresó al partido socialdemócrata Un Nuevo Tiempo dejando atrás al partido también socialdemócrata Acción Democrática, como vicepresidente de Asuntos Legislativos. El 26 de septiembre de 2010 resultó elegido diputado a la Asamblea Nacional por el circuito 1 del Estado Miranda. El 5 de enero de 2011 toma su lugar en el hemiciclo de la Asamblea Nacional, como parte de los 67 diputados de la Mesa de la Unidad Democrática.
En el año 2013 abandona Un Nuevo Tiempo y comienza a militar en Primero Justicia.
En las elecciones de diciembre de 2015 participa como candidato a diputado por la MUD. Es electo diputado para el periodo 2016-2020 por el Estado Lara.
El 18 de junio de 2018 en una entrevista en el medio televisivo Globovisión sobre la pregunta de si la crisis económica es un problema de desconocimiento de la economía o es un problema del modelo económico, el diputado Marquina aseguró:

«Yo creo que es un tema de modelo, no tengo la menor duda. No se puede se tan incapaz y tan ineficiente de manera espontanea. Yo creo que es una acción deliberada, el gobierno nacional busca generar mayor crisis económica, busca generar mayores niveles de pobreza, de desesperación y de angustia a los venezolanos, y con ello tratan de manipular de ejercer presiones indebidas a través de mecanismos de control social que son las llamadas misiones o programas de alimentación. El CLAP es un mecanismo de presión, de chantaje, de manipulación. El CLAP no resuelve sus problemas en primer lugar porque llegan cada tres meses, son mecanismos que no diferencian entre un grupo familiar grande y uno pequeño.  Si en tu casa hay ocho personas recibes la misma cantidad de comida que una familia pequeña. Pero en definitiva lo que lleva es a una mala alimentación porque los venezolanos no podemos vivir solamente comiendo carbohidratos. Y en todo caso se utilizan con fines políticos, que es la mayor perversión, si tu votas por mi yo te doy el CLAP. No reclames no protestes. En Venezuela los programas sociales se están utilizando para perpetuar la pobreza, para hacer a los venezolanos cada día mas pobres y más dependientes del gobierno.»